# Feel the Light
"Feel the Light" é uma canção gravada pela cantora norte-americana Jennifer Lopez, para a trilha sonora do filme, Home, de 2015. A música foi composta por Mikkel S. Eriksen, Tor Erik Hermansen, Kiesza Rae Ellestad e Emile Haynie.

## Vídeo musical
O videoclipe de "Feel the Light" foi dirigido por Hype Williams e lançado no canal oficial da cantora no YouTube em 20 de março de 2015.

## Faixas e formatos
| Downalod digital |                                               |         |  |
| N.º              | Título                                        | Duração |  |
| 1.               | "Feel the Light" (From the "Home" Soundtrack) | 4:52    |  |

## Desempenho
| Tabela musical (2018)                           | Melhor posição |
| ----------------------------------------------- | -------------- |
| Estados Unidos - Kid Digital Songs (Billboard)  | 1              |
| Estados Unidos - Twitter Top Tracks (Billboard) | 16             |

## Histórico de lançamento
| País  | Data                    | Formato(s)       | Gravadora     | Ref.  |
| ----- | ----------------------- | ---------------- | ------------- | ----- |
| Mundo | 25 de fevereiro de 2015 | Download digital | Westbury Road | [ 5 ] |